# ادوارد آرتمیف
ادوارد نیکولایویچ آرتمیف (روسی: Эдуа́рд Никола́евич Арте́мьев؛ زادهٔ ۳۰ نوامبر ۱۹۳۷ - درگذشتهٔ ٢٩ دسامبر ٢٠٢٢) آهنگساز اهل روسیه بود.
او دانش‌آموختهٔ کنسرواتوار دولتی چایکوفسکی مسکو و از شاگردان یوری شاپورین بود و بعدها با کارگردانان نامداری همچون آندری تارکوفسکی، آندری کونچالوفسکی و نیکیتا میخالکوف همکاری داشت. دو قطعه موسیقی از آثار او، در مراسم افتتاحیه و اختتامیهٔ بازی‌های المپیک زمستانی ۲۰۱۴ در سوچی مورد استفاده قرار گرفت.
ادوارد آرتمیف بابت آثارش، برندهٔ جایزهٔ هنرمند مردمی روسیه و همچنین ۳ جایزه نیکا شده‌است. او در ۲۳مین دورهٔ جشنواره بین‌المللی فیلم مسکو نیز، «مدال ویژهٔ نقره‌ای سنت‌جُرج» را از آنِ خود کرد.

## زندگی‌نامه
آرتمیف در نووسیبیرسک متولد شد؛ و در کنسرواتوار دولتی چایکوفسکی مسکو زیر نظر یوری شاپورین تدریس کرد. علاقهٔ او به موسیقی الکترونیک و سینث‌سایزر بعد از فارغ‌التحصیلی در سال ۱۹۶۰ شروع شد، زمانی که موسیقی الکترونیکی تازه در مراحل ابتدایی‌اش بود. او اولین قطعهٔ خود را در سال ۱۹۶۷ در یکی از اولین سینث‌سایزرها، ANS synthesizer که توسط Yevgeny Murzin توسعه داده‌شده بود، نوشت. به این ترتیب او یکی از اولین آهنگسازان و پیشگامان موسیقی الکترونیکی بود. همکاری او به آندری تارکوفسکی کارگردان روس در دههٔ ۷۰ میلادی او را به شهرت رساند. او برای فیلم سولاریس، آینه، و استاکر موسیقی متن نوشت. بعدها او برای فیلم‌های آندری کونچالوفسکی و نیکیتا میخالکوف نیز موسیقی متن ساخت. موسیقی متن‌ها و آهنگ‌های او جوایز متعددی مانند سه جایزه نیکا دریافت کردند. به تازگی او مجوز استفاده از چندین قطعه از موسیقی متن فیلم سولاریس را برای استفاده در فیلم اسپانیایی The Cosmonaut را صادر کرد. ادوارد آرتمیف همچنین چندین قطعهٔ موسیقی ساخت که مشهورترین آن‌ها مربوط به آلبوم Muse اثر والری لئونتیف است.
او در سال ۲۰۰۱ برندهٔ «مدال ویژهٔ نقره‌ای سنت‌جُرج» از بیست‌وسومین جشنواره بین‌المللی فیلم مسکو شد.
قطعهٔ موسیقی ادوارد آرتمیف با نام Campaign یا Death of the hero (مربوط به فیلم سیبریایی) در مراسم افتتاحیهٔ المپیک زمستانی ۲۰۰۴ در شهر سوچی استفاده شد. همچنین موسیقی زمینهٔ فیلم At Home Among Strangers در مراسم پایانی استفاده شد.

## گزیدهٔ فیلم‌شناسی
- سولاریس (۱۹۷۲)
- آینه (۱۹۷۴)
- برده عشق (۱۹۷۶)
- استاکر (۱۹۷۹)
- سیبریایی (۱۹۷۹)
- محافظ شخصی (۱۹۷۹)
- چند روز از زندگی ابلوموف (۱۹۸۰)
- نزدیک بهشت (۱۹۹۱)
- خطر مضاعف (۱۹۹۲)
- آفتاب‌سوخته (۱۹۹۴)
- ادیسه (۱۹۹۷)
- آرایشگر سیبری (۱۹۹۸)
- تا جایی که پاهایم توان رفتن دارد (۲۰۰۱)
- خانه احمق‌ها (۲۰۰۲)
- سرنوشت (۲۰۰۶)
- ۱۲ (۲۰۰۷)
- خانه (۲۰۱۱)
- گرمازدگی (۲۰۱۴)